# GI-400
La GI-400 és una carretera provincial de Girona. Comença a la N-260 entre Urtx i Planoles, i acaba a Alp.
| GI-400             | GI-400      |
| ------------------ | ----------- |
| Identificador      | Gi-400      |
| Tipus              | Local       |
| Àrea               | Catalunya   |
| Longitud           | 19km        |
| Cota màxima        | 1790        |
| Recorregut         |             |
| Estat              | Espanya     |
| Comunitat Autònoma | Catalunya   |
| Província          | Girona      |
| Comarca            | La Cerdanya |

## Pobles i Enllaços

### Pobles per on passa
- La Molina
- Masella
- Alp

### Enllaços
| Carretera | Direcció |
| --------- | --- |
|           | Sentit Nord: Urtx, Queixans, Puigcerdà Sentit Sud: Planoles, Ribes de Freser, Campdevànol, Ripoll                   |
|           | Castellar de n'Hug La Pobla de Lillet                                                                               |
|           | Molina Estació de Tren Alp                                                                                          |
|           | Das |
|           | Sentit Est: N-260 Puigcerdà Sentit Oest: Capdevilla, Prats, Baltarga, Riu de Santa Maria, N-260 Bellver de Cerdanya |